# Tino Scotti
Tino Scotti (16 de noviembre de 1905 - 16 de octubre de 1984) fue un actor teatral, cinematográfico y televisivo de nacionalidad italiana.

## Biografía
Nacido en Milán, Italia, fue jugador de fútbol juvenil del Inter de Milán, el Arona, el Circolo Sportivo Trevigliese y el Associazione Calcio Fanfulla 1874, registrado como Ernesto.
Scotti inició su carrera artística como actor teatral trabajando en espectáculos de variedades y en teatro de revista. Dotado de una memoria excepcional y de una fantástica capacidad oratoria, se distinguía por la velocidad y precisión con la que hablaba, siempre de modo convulso y frenético, pero nunca incomprensible. Por este motivo recibió el mote de Tino "Scatti".
Desde finales de los años 1930, participó con frecuencia en programas radiofónicos de variedades y de teatro, en los estudios del Ente Italiano per le Audizioni Radiofoniche y en la RAI, destacando su trabajo en el show Rosso e nero.
Como buen actor de carácter, ideó dos personajes destinados al éxito: el caballero y el fanfarrón. El primero personificaba el papel del gigolo culto, en cierta forma reflejando la personalidad del actor, con una gran clase y nunca vulgar.
En 1952 comentó con su voz el film Ridolini e la collana della suocera, en el que aparecían diversos cómicos, entre ellos Larry Semon. Scotti también tuvo éxito como actor teatral, trabajando en obras de William Shakespeare (Trabajos de amor perdidos) y de Carlo Goldoni (Le baruffe chiozzotte), bajo dirección de realizadores de la talla de Giorgio Strehler y Franco Enriquez. 
Scotti actuó igualmente en el cine, participando sobre todo en películas de género cómico, y en televisión fue protagonista de diversos programas de variedades como Bambole, non c'è una lira, dirigido por Antonello Falqui en 1977. Su última actuación tuvo lugar en el programa televisivo ...e la vita continua (1984).
Tino Scotti falleció en Tarquinia, Italia, en 1984.

## Selección de su filmografía
- Il pirata sono io!, de Mario Mattoli (1940).
- Non me lo dire!, de Mario Mattoli (1940).
- Pazzo d'amore, de Giacomo Gentilomo (1942).
- Stasera niente di nuovo, de Mario Mattoli (1942).
- Labbra serrate, de Mario Mattoli (1942).
- La valle del diavolo, de Mario Mattoli (1943).
- Ho tanta voglia di cantare, de Mario Mattoli (1943).
- In due si soffre meglio, de Nunzio Malasomma (1943).
- L'ultima carrozzella, de Mario Mattoli (1943).
- Chi l'ha visto?, de Goffredo Alessandrini (1945).
- Avanti a lui tremava tutta Roma, de Carmine Gallone (1946).
- Biraghin, de Carmine Gallone (1946).
- Partenza ore 7, de Mario Mattoli (1946).
- Vita da cani, de Mario Monicelli y Steno (1950).
- È arrivato il cavaliere, de Mario Monicelli y Steno (1950).
- Milano miliardaria, de Marcello Marchesi y Vittorio Metz (1951).
- La famiglia Passaguai, de Aldo Fabrizi (1951).
- Il mago per forza, de Marino Girolami, Marcello Marchesi y Vittorio Metz (1951).
- Il tallone d'Achille, de Mario Amendola y Ruggero Maccari (1952).
- I morti non pagano le tasse, de Sergio Grieco (1952).
- Ridolini e la collana della suocera, de varios directores (1952).
- Solo per te Lucia, de Franco Rossi (1952).
- Fermi tutti... arrivo io!, de Sergio Grieco (1953).
- Se vincessi cento milioni, de Carlo Campogalliani y Carlo Moscovini (1953).
- Ridere! Ridere! Ridere!, de Edoardo Anton (1954).
- Assi alla ribalta, de Ferdinando Baldi y Giorgio Cristallini (1954).
- Valeria ragazza poco seria, de Guido Malatesta (1958).
- La sceriffa, de Roberto Bianchi Montero (1959).
- Guardatele ma non toccatele, de Mario Mattoli (1959).
- Destinazione Sanremo, de Domenico Paolella (1959).
- Le ambiziose, de Antonio Amendola (1961).
- Twist, lolite e vitelloni, de Marino Girolami (1962).
- L'assassino si chiama Pompeo, de Marino Girolami (1962).
- Il medico delle donne, de Marino Girolami (1962).
- Marinai in coperta, de Bruno Corbucci (1967).
- Non cantare, spara, de Daniele D'Anza (1968).
- La estrategia de la araña, de Bernardo Bertolucci (1970).
- Un uomo, una città, de Romolo Guerrieri (1974).
- Paolo il freddo, de Ciccio Ingrassia (1974).
- Sesso in testa, de Sergio Ammirata (1974).
- Todo modo, de Elio Petri (1976).

## Radio
- Rosso e nero (1950/51/52)
- Agenzia Scott, de Vittorio Metz y Marcello Marchesi, dirección de Riccardo Mantoni (1954).
- Clandestini d'estate, de Bruno Corbucci y Aldo Grimaldi, dirección de Maurizio Jurgens (1959).

## Teatro televisivo
- Il terzo marito, dirección de Silverio Blasi, 1955.
- Quel signore che venne a pranzo, dirección de Alessandro Brissoni, 1961.
- Una volta nella vita, dirección de Mario Landi, 1963.

## Televisión
- I clowns (1970)
- La estrategia de la araña (1970)
- Le cinque stagioni (1976)
- Bambole, non c'è una lira (1977)
- Madame Bovary (1978)
- Buonasera con... (1980)
- ...e la vita continua (1984)